# Thereutria whitei
Thereutria whitei là một loài ruồi trong họ Asilidae. Thereutria whitei được Daniels miêu tả năm 1989.